# Content Store
Ein Content Store ist eine Plattform zum Herunterladen oder Streamen von Medieninhalten (Content).
Der Begriff "Store" (engl. Laden, Geschäft) verweist zwar auf kostenpflichtige Güter, jedoch werden die meisten Inhalte oft kostenlos angeboten.

## Geschichte
Durch die Verbreitung von Apples iTunes Store ab 2003, wurden große Sammlungen an Songs kostenpflichtig angeboten. Als direkte und legale Alternative zu Angeboten wie Napster und zusammen mit dem MP3-Player iPod konnten wesentliche Marktanteile beim Vertrieb von Musik erobert werden. Als Apple 2007 das erste Smartphone in Form des iPhones vorstellte, wurde im Jahr darauf ein dazugehöriger App Store präsentiert, dessen Apps nur auf iOS-Geräten funktionieren. Google, Microsoft, Amazon und andere zogen in den folgenden Jahren nach. Dies hat v. a. auf proprietären Betriebssystemen zu geschlossenen Plattformen geführt.

## Abgrenzung
Anders als bei einem App Store können in einem Content Store im Prinzip alle Arten von Medieninhalten und digitalen Gütern erworben werden. Ein (klassischer) Laden welcher Datenträger verkauft ist von solchen virtuellen Plattformen verschieden. Downloadportale und Streaming-Portale können als Formen von Stores angesehen werden.